# Specktakel
Specktakel ist ein deutsches Partyschlagerduo aus Krefeld, das durch seinen Hit Mama Laudaaa aus dem Jahr 2018 bekannt geworden ist. Das Duo besteht aus den beiden Künstlern Lenni (* 12. Februar 1996 in Krefeld; eigentlich Leonhard Alexander Munz) und Polli (* 22. Februar 1991 in Krefeld; eigentlich Julian Bernhard Pohlmann).

## Werk
Specktakel wurden 2018 mit der zusammen mit Almklausi veröffentlichten Single Mama Laudaaa bekannt, die 2020 Goldstatus erreichte. Der Text spielt auf die Mutter von Niki Lauda und die klitisierte Aufforderung „Mach mal lauter“ an. Das Duo hatte den Spruch dem Produzenten Mike Rötgens von Xtreme Sound angeboten, der den Titel Almklausi anbot.
Im Juni 2019 waren die beiden zu ihrem Titel Treffen wir uns heute Abend hier um 6 Teil einer einwöchigen Dokumentationsreihe auf RTL in der Sendung Punkt 12. Für Aufsehen hat das Musikvideo der beiden zu dem neuen Titel gesorgt, das auf der Plattform YouTube erschien und das Duo nackt in der Krefelder Innenstadt zeigt. In die deutschen iTunes-Charts kam der Song für zwei Tage im April 2019 und erreichte Platz 65.

## Auszeichnungen
- 2019: Ballermann-Award (Newcomer)

## Singles
- 2018: Mama Laudaaa (mit Almklausi)
- 2020: Adilettenstyle
- 2021: Schniedel Woods
- 2022: So-nen-Brand